# Batalla de Serres (1196)
La batalla de Serres (en búlgaro: Битка при Сяр, en griego: Μάχη των Σερρών) tuvo lugar en 1196 cerca de la ciudad de Serres en la moderna Grecia entre los ejércitos búlgaro y bizantino. El resultado fue una victoria búlgara.

## Orígenes del conflicto
Después del inicio de la rebelión antibizantina en 1185 y especialmente después de la victoria en Tryavna los búlgaros firmemente tomaron la iniciativa de la guerra. Como resultado de sus esfuerzos, los búlgaros comenzaron la captura de las regiones de Tracia y Macedonia de los bizantinos, el ejército búlgaro utilizó sus fortalezas en el norte de los montes Balcanes y el Danubio, como base para la guerra.
Entre 1190 y 1195 muchos pueblos del sur y suroeste fueron incautados. Durante su preparación para una tercera campaña contra Bulgaria, el emperador bizantino Isaac II Ángelo fue destronado por su hermano Alejo III Ángelo quien ofreció la paz al emperador búlgaro. Iván Asen I demandó el regreso de todas las tierras búlgaras, sabiendo que era imposible que los bizantinos aceptaran, por lo que continuó la lucha.

## La batalla
Ese mismo año, el ejército búlgaro avanzó hacia las profundidades del suroeste y llegó a las proximidades de Serres tomando muchas fortalezas en su camino. Durante el invierno, los búlgaros se retiraron hacia el norte, pero al siguiente año reaparecieron y derrotaron a un ejército bizantino, bajo el sebastocrátor Isaac Comneno cerca de la ciudad. En el curso de la batalla, la caballería del enemigo fue rodeada y los bizantinos sufrieron fuertes bajas y su comandante fue capturado.

## Consecuencias
En lugar de un regreso triunfal, el camino de regreso a la capital búlgara Tarnovo terminó trágicamente. Muy poco antes de llegar a la ciudad de Tarnovo, Iván Asen I fue asesinado por Ivanko su primo que fue sobornado por los bizantinos; sin embargo, sus intentos de detener a los búlgaros fracasaron: Ivanko no pudo tomar el trono y huyó a Bizancio. Los búlgaros avanzaron más durante el reinado de Kaloján (1197-1207).